# هامان
هَامَان هو شخص ورد ذكره في النصوص القرآنية. كان وزير فرعون زمن نبي الله موسى والمقرب الأول من حاشيته. وذكره القرآن الكريم صراحة في آيات تذكر أن فرعون وهامان وجنودهما كانوا خاطئين أما ما ذكر في الآية 38 من سورة القصص فاستدل بها على أنه رئيس عمال المقالع كذلك. ولا نجد في عصر أي فرعون وزيرا بهذا الاسم إلا فرعون موسى أي أنها لو كانت مهنة لتكرر الاسم مراراً في عصور فراعنة آخرين كاسم فرعون ولكنه اقتصر على هذه الفترة التاريخية.

## ذكره في القرآن
ورد ذكر اسم هامان في القرأن صراحة ستة مرات:
- قال تعالى : ﴿وَقَارُونَ وَفِرْعَوْنَ وَهَامَانَ وَلَقَدْ جَاءَهُمْ مُوسَى بِالْبَيِّنَاتِ فَاسْتَكْبَرُوا فِي الْأَرْضِ وَمَا كَانُوا سَابِقِينَ ۝٣٩﴾[1] (سورة العنكبوت، الآية 39).
- وقال تعالى : ﴿إِنَّ فِرْعَوْنَ عَلَا فِي الْأَرْضِ وَجَعَلَ أَهْلَهَا شِيَعًا يَسْتَضْعِفُ طَائِفَةً مِنْهُمْ يُذَبِّحُ أَبْنَاءَهُمْ وَيَسْتَحْيِي نِسَاءَهُمْ إِنَّهُ كَانَ مِنَ الْمُفْسِدِينَ ۝٤ وَنُرِيدُ أَنْ نَمُنَّ عَلَى الَّذِينَ اسْتُضْعِفُوا فِي الْأَرْضِ وَنَجْعَلَهُمْ أَئِمَّةً وَنَجْعَلَهُمُ الْوَارِثِينَ ۝٥ وَنُمَكِّنَ لَهُمْ فِي الْأَرْضِ وَنُرِيَ فِرْعَوْنَ وَهَامَانَ وَجُنُودَهُمَا مِنْهُمْ مَا كَانُوا يَحْذَرُونَ ۝٦ وَأَوْحَيْنَا إِلَى أُمِّ مُوسَى أَنْ أَرْضِعِيهِ فَإِذَا خِفْتِ عَلَيْهِ فَأَلْقِيهِ فِي الْيَمِّ وَلَا تَخَافِي وَلَا تَحْزَنِي إِنَّا رَادُّوهُ إِلَيْكِ وَجَاعِلُوهُ مِنَ الْمُرْسَلِينَ ۝٧ فَالْتَقَطَهُ آلُ فِرْعَوْنَ لِيَكُونَ لَهُمْ عَدُوًّا وَحَزَنًا إِنَّ فِرْعَوْنَ وَهَامَانَ وَجُنُودَهُمَا كَانُوا خَاطِئِينَ ۝٨﴾[2] (سورة القصص، الآيات 4-8).
- وقال تعالى : ﴿وَقَالَ فِرْعَوْنُ يَا أَيُّهَا الْمَلَأُ مَا عَلِمْتُ لَكُمْ مِنْ إِلَهٍ غَيْرِي فَأَوْقِدْ لِي يَا هَامَانُ عَلَى الطِّينِ فَاجْعَلْ لِي صَرْحًا لَعَلِّي أَطَّلِعُ إِلَى إِلَهِ مُوسَى وَإِنِّي لَأَظُنُّهُ مِنَ الْكَاذِبِينَ ۝٣٨﴾[3] (سورة القصص، الآية 38).
- وقال تعالى : ﴿وَلَقَدْ أَرْسَلْنَا مُوسَى بِآيَاتِنَا وَسُلْطَانٍ مُبِينٍ ۝٢٣ إِلَى فِرْعَوْنَ وَهَامَانَ وَقَارُونَ فَقَالُوا سَاحِرٌ كَذَّابٌ ۝٢٤﴾[4] (سورة غافر، الآيتين 23-24).
- وقال تعالى : ﴿وَقَالَ فِرْعَوْنُ يَا هَامَانُ ابْنِ لِي صَرْحًا لَعَلِّي أَبْلُغُ الْأَسْبَابَ ۝٣٦ أَسْبَابَ السَّمَاوَاتِ فَأَطَّلِعَ إِلَى إِلَهِ مُوسَى وَإِنِّي لَأَظُنُّهُ كَاذِبًا وَكَذَلِكَ زُيِّنَ لِفِرْعَوْنَ سُوءُ عَمَلِهِ وَصُدَّ عَنِ السَّبِيلِ وَمَا كَيْدُ فِرْعَوْنَ إِلَّا فِي تَبَابٍ ۝٣٧﴾[5] (سورة غافر، الآيتين 36-37).

وفي آية القصص يخاطب فرعون وجهاء قومه، أنه لا يعرف معبوداً لهم غيره، فينادي هامان طالباً منه أن يبني له من الطين المحروق وهو القرميد بناءً شاهقاً، لعله يرى إله موسى. وتشير هذه الآية إلى معجزات عديدة منها:
- تأليه فرعون نفسه: في قوله مَا عَلِمْتُ لَكُمْ مِنْ إِلَهٍ غَيْرِي والأبحاث الأثرية التي قامت حول الحضارة المصرية القديمة تؤكد أن الفراعنة منذ الأسرة الرابعة كانوا يصرحون ببنوتهم للإله رع الذي يمثل إله الشمس والذي كان يعبدها قدماء المصريين، بل إن اسم رع دخل في ألقاب الفراعنة، مثل (رع نب) أي الرب الذهبي ولعل أوضح دليل على تأليه الفراعنة لأنفسهم كما يقول بريستد عالم الآثار، والتي حفظتها نصوص الأهرام هي أنشودة للشمس تردد فيها هوية الملك بإله الشمس، إن هذه الأنشودة تخاطب مصر، في تعداد طويل ورائع للمنافع التي تستمتع بها، تحت حماية وسيادة إله الشمس، فعلى ذلك يمُنح فرعون مصر المنافع نفسها، ولهذا يجب أن يتسلم نفس الهبات من مصر، ولذا الأنشودة بأكملها تعاد بوضع اسم فرعون أينما يجيء اسم رع أو حورس في الأنشودة الأصلية.
- استعمال الفراعنة الآجرّ في بناء الصروح: فقد طلب فرعون من هامان أن يبني له من الطين المحروق الأجر صرحاً، وهذا يعتبر من الإعجاز التاريخي للقرآن الكريم فقد ظل الاعتقاد السائد عند المؤرخين أن الآجر لم يظهر في مصر القديمة قبل العصر الروماني، والذي يرى في ذلك إشكالاً في أن الآيات السابقة التي تبين طلب فرعون من هامان أن يبني له صرحاً من الآجر أو الطين المحروق وظل هذا هو رأي المؤرخين إلى أن عثر عالم الآثار بتري على كمية من الآجر المحروق بنيت به قبور وأقيمت به بعضاً من أسس المنشآت، ترجع إلى عصور الفراعنة رمسيس الثاني ومرنبتاح وسيتي الثاني من الأسرة التاسعة عشر (1308 - 1184 ق.م) وكان عثوره عليها في موقع أثري غير بعيد من بي رعمسيس أو قنطير عاصمة فراعنة شرق الدلتا.
- الإشارة إلى أحد أعوان فرعون باسمه هامان: ذكر موريس بوكاي ما نصه :[6] " يذكر القرآن الكريم شخصاً باسم هامان هو من حاشية فرعون، وقد طلب إليه هذا الأخير أن يبني صرحاً عالياً يسمح له، كما يقول ساخراً من موسى، أن يبلغ رب عقيدته. وأردت أن أعرف إن كان هذا الاسم يتصل باسم هيروغليفي من المحتمل أنه محفوظ في وثيقة من وثائق العصر الفرعوني، ولم أكن لأرضى بإجابة عن ذلك إلا إذا كان مصدرها رجلاً حجة فيما يخص اللغة الهيروغليفية وهو يعرف اللغة العربية الفصحى بشكل جيد، فطرحت السؤال على عالم المصريات وهو فرنسي يتوافر فيه الشرطان المذكوران تماماً. لقد كتبت أمامه اسم العلم العربي (أي هامان) ولكنني أحجمت عن إخبار مخاطبي بحقيقة النص المعني واكتفيت بإخباره أن هذا النص يعود تاريخه بشكل لا يقبل النقض إلى القرن السابع الميلادي. كان جوابه الأول أن هذا الأصل مستحيل، لأنه لا يمكن وجود نص يحتوي على اسم علم من اللغة الهيروغليفية وله جرس هيروغليفي ويعود إلى القرن السابع الميلادي وهو غير معروف لحد الآن والسبب أن اللغة الهيروغليفية نسيت منذ زمن بعيد جداً. بيد أنه نصحني بمراجعة كتاب "معجم أسماء الأشخاص في المملكة الجديدة" للمؤلف هرمان رانك ( Dictionary of Personal names of the New kingdom, by Hermann Ranke ) والبحث فيه إن كان هذا الاسم الذي يمثل عندي الهيروغليفية موجوداً فيه حقاً. لقد كان يُفترض ذلك، وعند البحث وجدته مسطوراً في هذا المعجم تماماً كما توقعته، ويا للمفاجأة!! ها أنا فضلاً عن ذلك أجد أن مهنته كما عُبر عنها باللغة الألمانية (رئيس عمال المقالع) ولكن دون إشارة إلى تاريخ الكتابة إلا أنها تعود إلى الإمبراطورية التي يقع فيه زمن موسى، وتشير المهنة المذكورة في الكتابة إلى أن المذكور كان مهتماً بالبناء مما يدعو إلى التفكير بالمقاربة التي يمكن إجراؤها بين الأمر الذي أصدره "فرعون" في القرآن وبين هذا التحديد في الكتابة.

## طالع كذلك
- موسى
- فرعون
- مصر القديمة
- هيروغليفية